# Eurychoria variegata
Eurychoria variegata là một loài bướm đêm trong họ Geometridae.